# Гирштет
Гирштет (њем. Gierstädt) општина је у њемачкој савезној држави Тирингија. Једно је од 57 општинских средишта округа Гота. Према процјени из 2010. у општини је живјело 873 становника. Посједује регионалну шифру (AGS) 16067026.

## Географски и демографски подаци
Гирштет се налази у савезној држави Тирингија у округу Гота. Општина се налази на надморској висини од 245 метара. Површина општине износи 10,6 km². У самом мјесту је, према процјени из 2010. године, живјело 873 становника. Просјечна густина становништва износи 82 становника/km².